# ATI Rage
ATI Rage è una famiglia di processori grafici dotati di accelerazione 2D, 3D e video. Succedette agli acceleratori 2D della serie Mach e fu a sua volta rimpiazzata dalle GPU della linea Radeon.

## Il capostipite
L'originale chip 3D Rage (detto anche Mach64 GT) era basato sul core Mach64, con l'aggiunta delle funzioni di accelerazione 3D ed MPEG-1. Fu utilizzato sulla scheda 3D Xpression.

## 3D Rage II (II+, II+DVD)

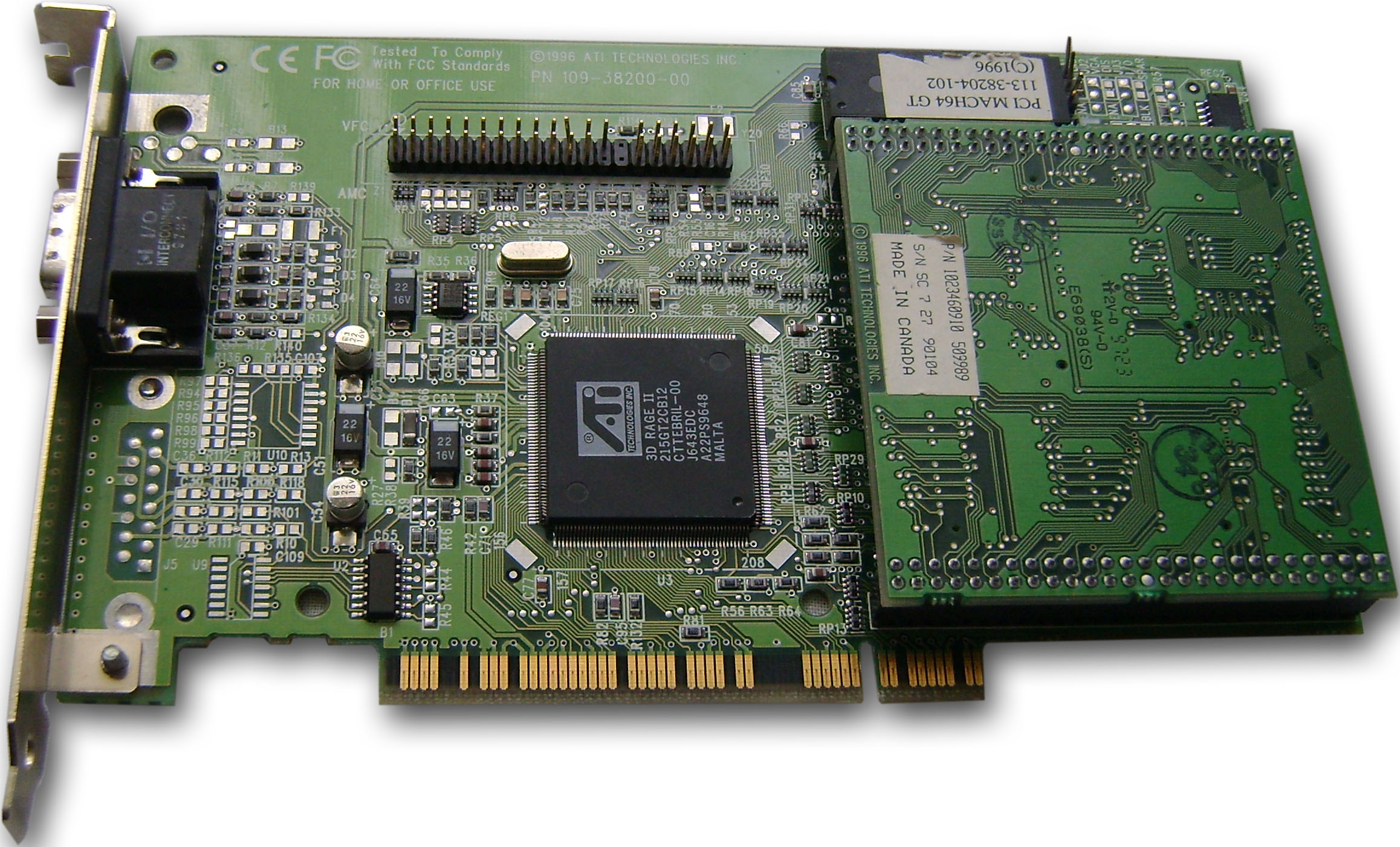
Scheda 3D Rage II

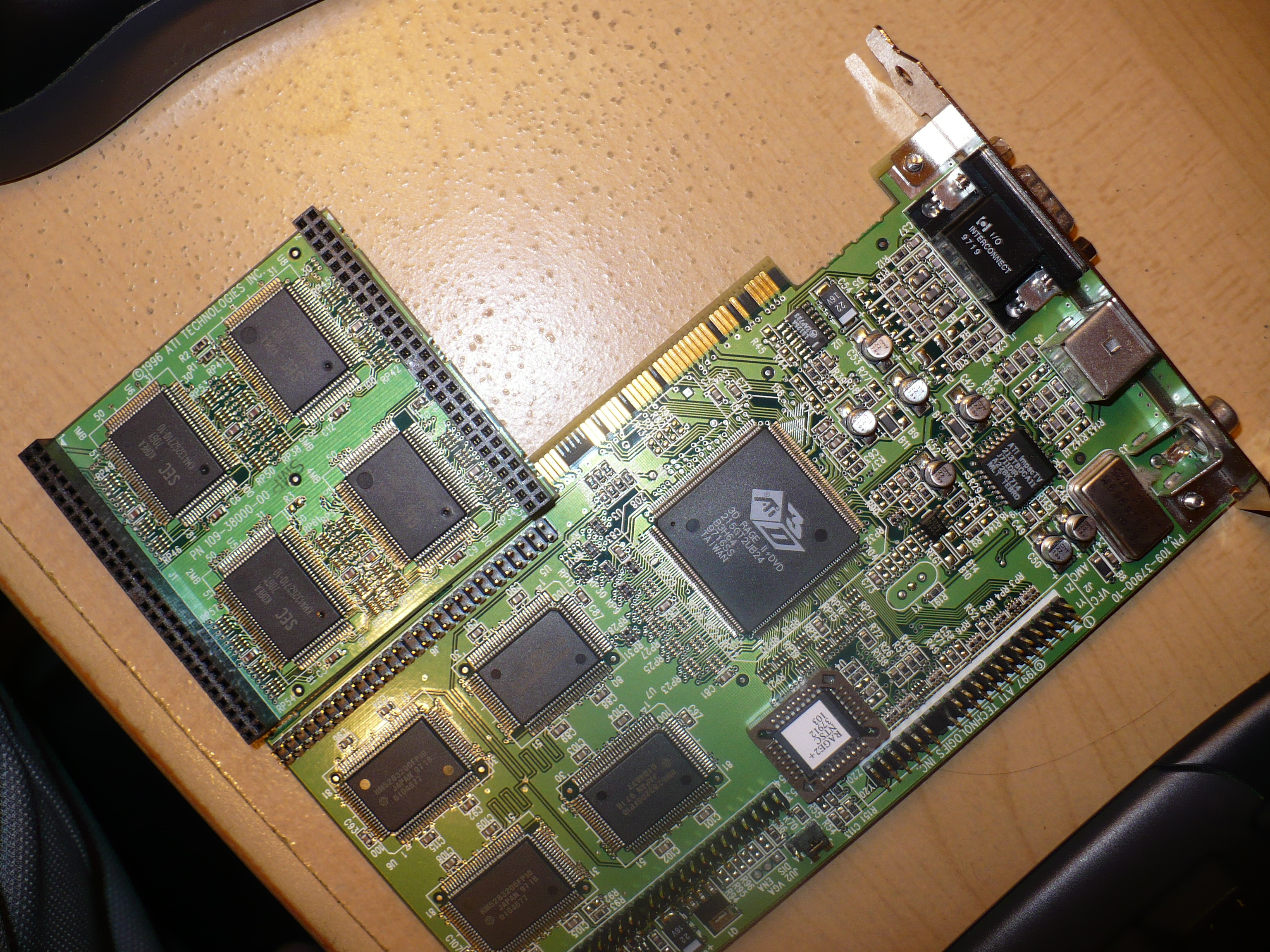
3D Rage II+ DVD e pannello Vertex M1

Il successore (detto anche Mach64 GT-B) forniva prestazioni 3D raddoppiate, la seconda revisione anche prestazioni 2D migliorate del 20%. Supportavano sia le memorie EDO, sia le più veloci SGRAM. Erano compatibili a livello di pin col chip precedente. La terza ed ultima revisione era dotata di accelerazione MPEG-2 per la riproduzione dei DVD. I driver supportavano Microsoft Direct3D, Reality Lab, QuickDraw 3D Rave, Criterion RenderWare ed Argonaut BRender. Per i professionisti della grafica 3D e CAD erano disponibili driver con supporto OpenGL. I sistemi operativi supportati comprendevano: Windows 95, Windows NT, Mac OS, OS/2 e Linux. ATI vi affiancò un chip di uscita TV, chiamato ImpacTV.
Il RAGE II fu integrato in diversi computer Apple Macintosh, tra cui il Macintosh G3 (Beige), così come in alcune schede madri per PC. Tra le schede grafiche basate su tale chip, troviamo: la 3D Xpression+, la 3D Pro Turbo, e l'originale All-in-Wonder.
- Caratteristiche tecniche Rage II+DVD:
  - core a 60 MHz
  - frequenza della SGRAM: fino a 83 MHz
  - banda passante memoria: 480 MB/s
  - DirectX 5.0

## 3D Rage Pro & Rage IIc

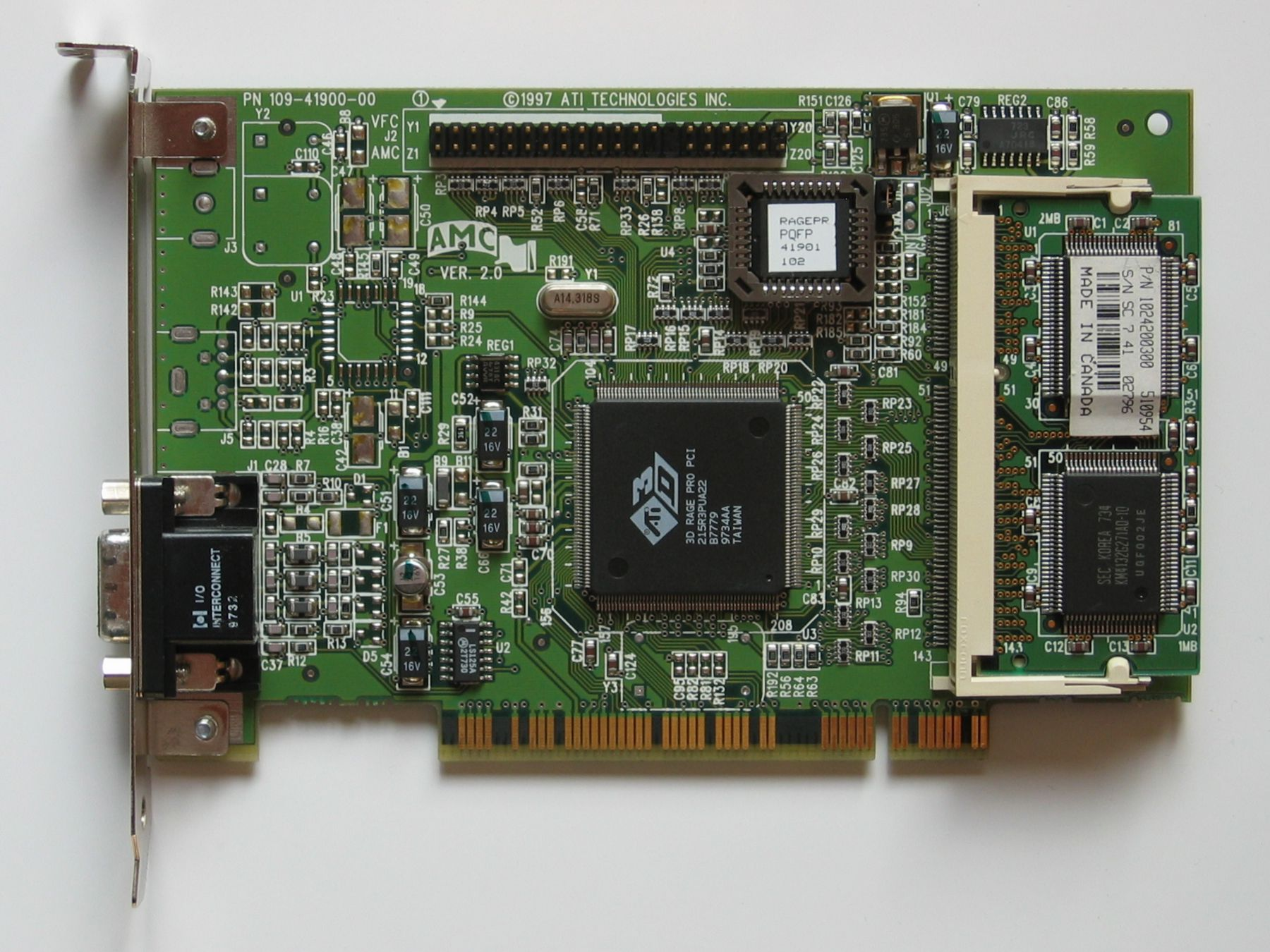
ATI Xpert@Work PCI, 8 MB RAM

ATI apportò numerosi cambiamenti all'originale 3D RAGE II: un nuovo motore di gestione dei triangoli, miglioramenti nella correzione prospettica, distance fog, effetti di trasparenza, specular highlight, ed una migliore accelerazione video. Inoltre, il chip 3D Rage Pro fu progettato per sfruttare pienamente l'interfaccia AGP anche nella modalità 2x. Le schede potevano avere 4, 8 o 16 MB. Il 3D Rage IIc non era un derivato diretto del Rage II ma una versione economica del 3D RAGE PRO.

Il Rage IIc fu integrato in un unico Macintosh, l'originale iMac G3/233 (Rev. A.).

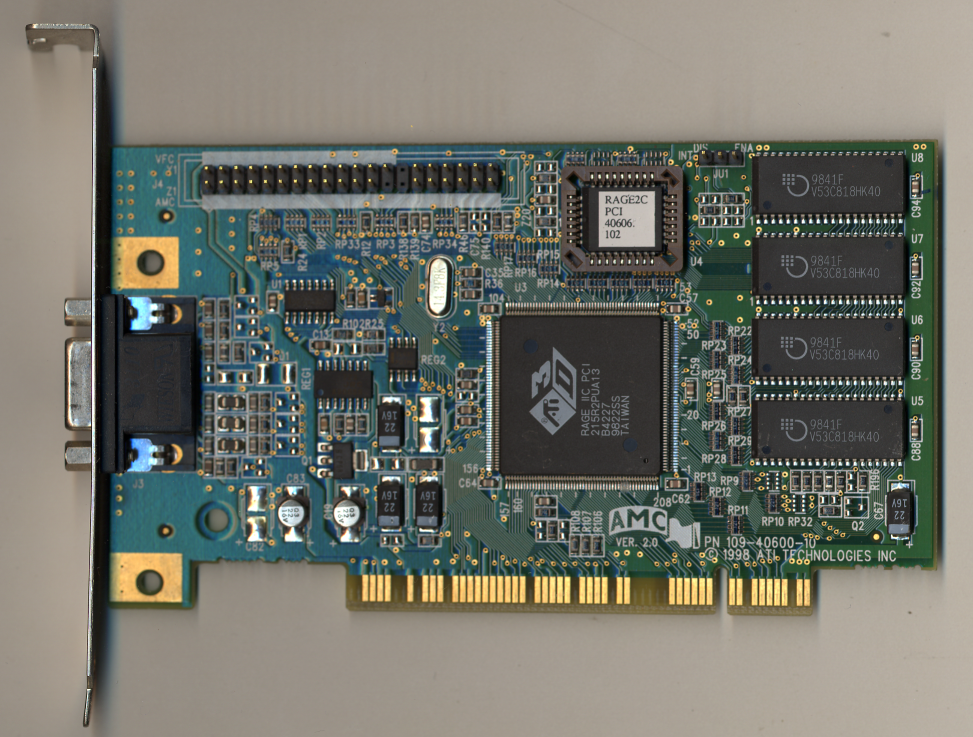
Scheda Rage IIc

Il RAGE Pro offriva prestazioni simili a quelle del chip RIVA 128 e degli acceleratori Voodoo, ma non andò oltre. Questo, unito all'iniziale assenza di driver con supporto OpenGL, compromise le vendite di quella che doveva essere una solida soluzione da gioco. A febbraio del 1998, ATI tentò di rilanciare quella tecnologia, col chip Rage Pro Turbo ed un nuovo driver-set (4.10.2312) che prometteva sulla carta un incremento prestazionale del 40%. In realtà, a trarne beneficio furono solo i benchmark, non i giochi. Nonostante la maldestra presentazione, il nome Rage Pro Turbo acquisì una grande popolarità ed ATI pubblicò dei driver aggiornati che finalmente miglioravano la resa nei giochi, benché il miglioramento non fosse significativo.
Il chip 3D Rage Pro fu montato soprattutto sulle schede Xpert@Work ed Xpert@Play, l'unica differenza tra le due era l'aggiunta dell'uscita TV-out sulla Xpert@Play. Fu utilizzato inoltre sulle workstation Sun Ultra 5/10, i primi sistemi Sun ad usare normali componenti per PC.
- Caratteristiche 3D Rage Pro:
  - core a 75 MHz
  - 4, 8, o 16 MiB di memoria SGRAM/WRAM a 100 MHz
  - banda passante memoria: 800 MB/s
  - DirectX 6.0

## Rage LT and Rage LT Pro
Il processore grafico Rage LT (detto anche Mach64 LT) fu spesso integrato nelle schede madri e nei computer notebook. Uscì nell'autunno del 1996 ed era assai simile al Rage II, con cui era compatibile a livello di applicazioni. Integrava un trasmettitore LVDS ottimizzato per gli schermi LCD ed un sistema di gestione avanzata dei consumi. Il successivo RAGE LT PRO, basato sul 3D RAGE PRO, fu la prima GPU mobile ad usare l'interfaccia AGP ed era in grado di ingrandire automaticamente le immagini per mostrarle a tutto schermo. Grazie all'integrazione del componente ImpacTV2+ supportava anche la visualizzazione multischermo, usando simultaneamente TV, monitor esterno CRT e schermo incorporato LCD. Infine, grazie all'integrazione di due controller CRT indipendenti era in grado di usare contemporaneamente due monitor per mostrare due immagini differenti (anche con due diverse frequenze d'aggiornamento).

## RAGE XL
Il chip Rage XL era una versione a basso costo del RAGE Pro. Come soluzione accelerata 2D economica e a basso consumo, trovò applicazione su molte schede grafiche di fascia bassa. Fu montato anche su schede madri Intel e su molte schede madri per server, comprese alcune prodotte tra il 2004 ed il 2006. Fu rimpiazzato in campo server dal chip ATI ES1000.

## RAGE 128

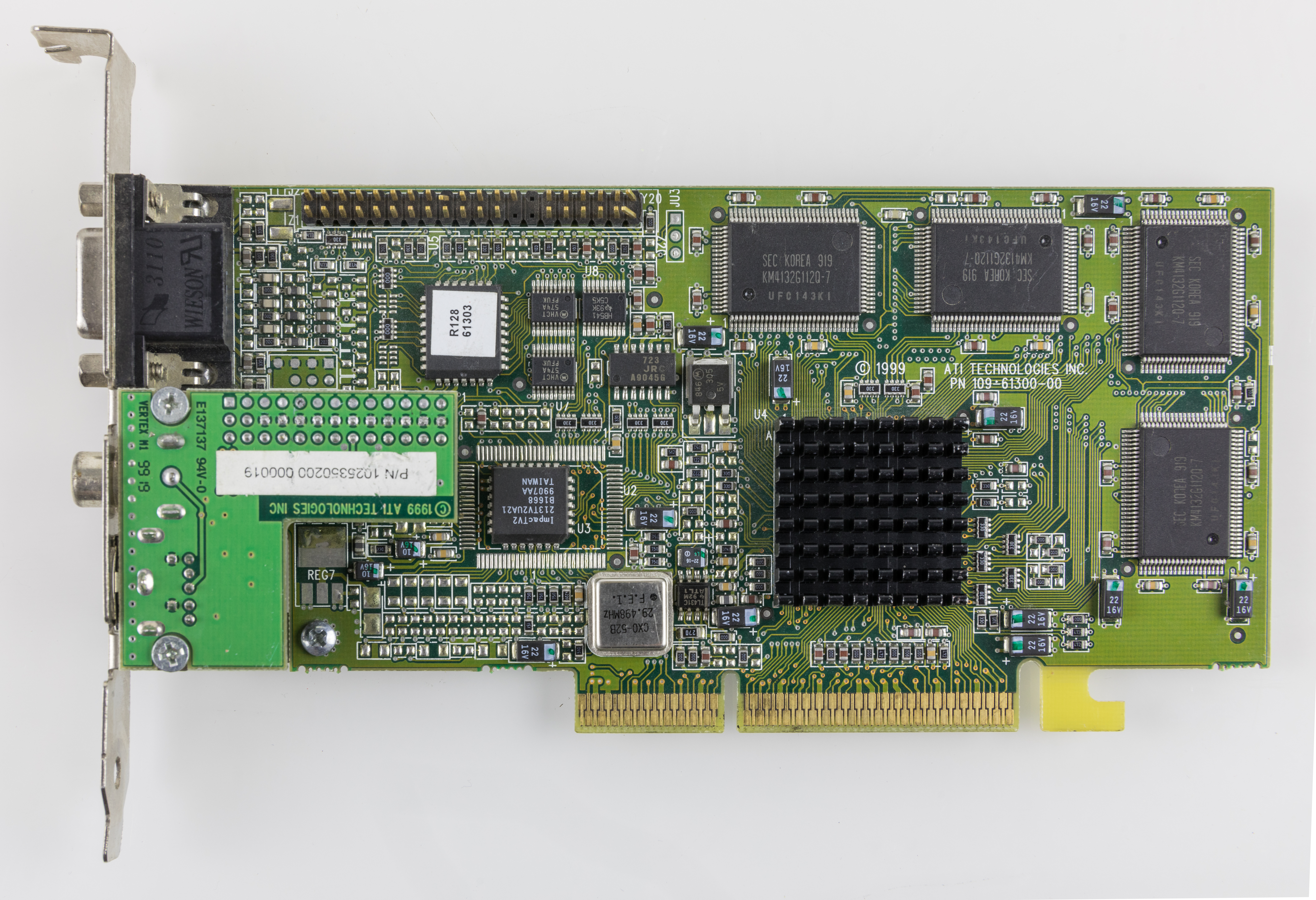
Rage 128 AGP card

Nel continuo tentativo di creare l'acceleratore grafico più avanzato, ATI pubblicò il RAGE 128. Era disponibile in due versioni: RAGE 128 GL e la più economica RAGE 128 VR. Quest'ultimo chip era a 128-bit solo internamente, l'interfaccia di memoria era ancora a 64-bit.
Tra le schede basate su Rage 128, citiamo:
- Magnum - Scheda da 32 MB per workstation, fu distribuita agli OEM.
- Rage Fury - Stesse prestazioni della Magnum, ma vendibile al pubblico e destinata ai gamers.
- Xpert 128 - Come le precedenti era basata su RAGE 128 GL ma montava solo 16 MB di SDRAM.
- Rage Orion - Basata anch'essa su RAGE 128 GL e con 16 MB ma espressamente concepita per Mac OS, supportava OpenGL e QuickDraw 3D/RAVE[1]. Aveva più risoluzioni delle altre schede Rage 128 per Mac.
- Nexus 128 - Simile alla Rage Fury, con 32 MB di memoria grafica, ma per Mac.
- Xclaim VR 128 - Altra scheda per Mac, aveva 16 MB di SDRAM ma includeva ingresso di acquisizione ed uscita video, supportava il sintonizzatore TV e l'accelerazione QuickTime video[1].
- Xpert 2000 - Scheda basata su RAGE 128 VR.

Il Rage 128 era conforme alle specifiche Direct3D 6 ed OpenGL 1.2. Ereditava varie caratteristiche dai precedenti modelli rage ma nello stesso tempo le migliorava, come nel caso dell'accelerazione DVD grazie all'aggiunta dell'IDCT. Fu il primo chip ATI in grado di elaborare due pixel per ciclo di clock, ma divenne famoso anche per la sua ottima resa nella modalità truecolor a 32-bit, che lo poneva in diretta concorrenza col motore grafico RIVA TNT. Stranamente, nella modalità highcolor non risultava molto più veloce.
ATI vi implementò una tecnica di caching chiamata Twin Cache Architecture: il Rage 128 usava un buffer di 8 kiB per i texel da usare col motore 3D, più un'ulteriore cache di 8 KiB dove memorizzare i pixel destinati al framebuffer.
- 8 milioni di transistor, processo produttivo a 0.25 micrometri
- Funzionalità 3D:
  - Hardware support for vertex arrays, fog and fog table support
  - Alpha blending, vertex and Z-based fog, video textures, texture lighting
  - Single clock bilinear and trilinear texture filtering and texture compositing
  - Perspective-correct mip-mapped texturing with chroma-key support
  - Vertex and Z-based reflections, shadows, spotlights, 1.00 biasing
  - Hidden surface removal using 16, 24, or 32-bit Z-buffering
  - Gouraud and specular shaded polygons
  - Line and edge anti-aliasing, bump mapping, 8-bit stencil buffer
- 250 MHz RAMDAC, AGP 2×

### Rage 128 Pro
Evoluzione del precedente Rage 128, questo chip presentava diversi miglioramenti, compreso un miglior motore di gestione dei poligoni che raddoppiava le prestazioni geometriche, fino ad 8 milioni di triangoli al secondo. Anche i filtri delle texture erano stati migliorati ed era stata implementata la compressione delle texture sotto DirectX 6.0. Era stato inoltre aggiunto il supporto all'AGP 4×, all'uscita video DVI, ed al chip Rage Theater per una miglior codifica/decodifica video. Il RAMDAC raggiungeva i 300 MHz. Questo chip fu impiegato sulle schede Rage Fury Pro (destinate in prevalenza ai giochi) e sulle più professionali Xpert 2000 PRO, che rivaleggiarono con le Voodoo 3 3500, RIVA TNT2 Ultra, e Matrox G400 MAX.

### Alternate Frame Rendering
La scheda Rage Fury MAXX montava due processori Rage 128 Pro in configurazione alternate frame rendering (AFR), fornendo prestazioni quasi doppie rispetto alle schede con un singolo chip. Come suggerisce il nome, l'AFR affidava l'elaborazione di ogni frame alternativamente ai due chip, uno alla volta. Questa scheda doveva rivaleggiare con quelle basate sulla prima GPU GeForce 256 e con le schede Voodoo 5. Effettivamente teneva testa alle schede GeForce 256 con normale SDRAM ma non a quelle con DDR SDRAM. Inizialmente pochi giochi supportavano il transform, clipping, and lighting (T&L) in hardware; in seguito la mancanza di tale funzione nella scheda fece sentire il suo peso. 
Inoltre, ATI scoprì che i sistemi Windows NT 5.x (Windows 2000 ed XP) non supportavano l'utilizzo del doppio processore grafico, nel modo in cui era stato implementato su quella scheda. I driver disponibili per tali sistemi consentivano l'uso di un solo chip, con prestazioni paragonabili ad una normale scheda Rage Fury. I sistemi operativi ottimali per l'uso della Rage Fury MAXX furono Windows 98/ME. Windows 95 e Mac OS non erano supportati.

## Rage 6
Era il nome in codice della GPU che fu poi messa in commercio come la prima Radeon.

## Mobility

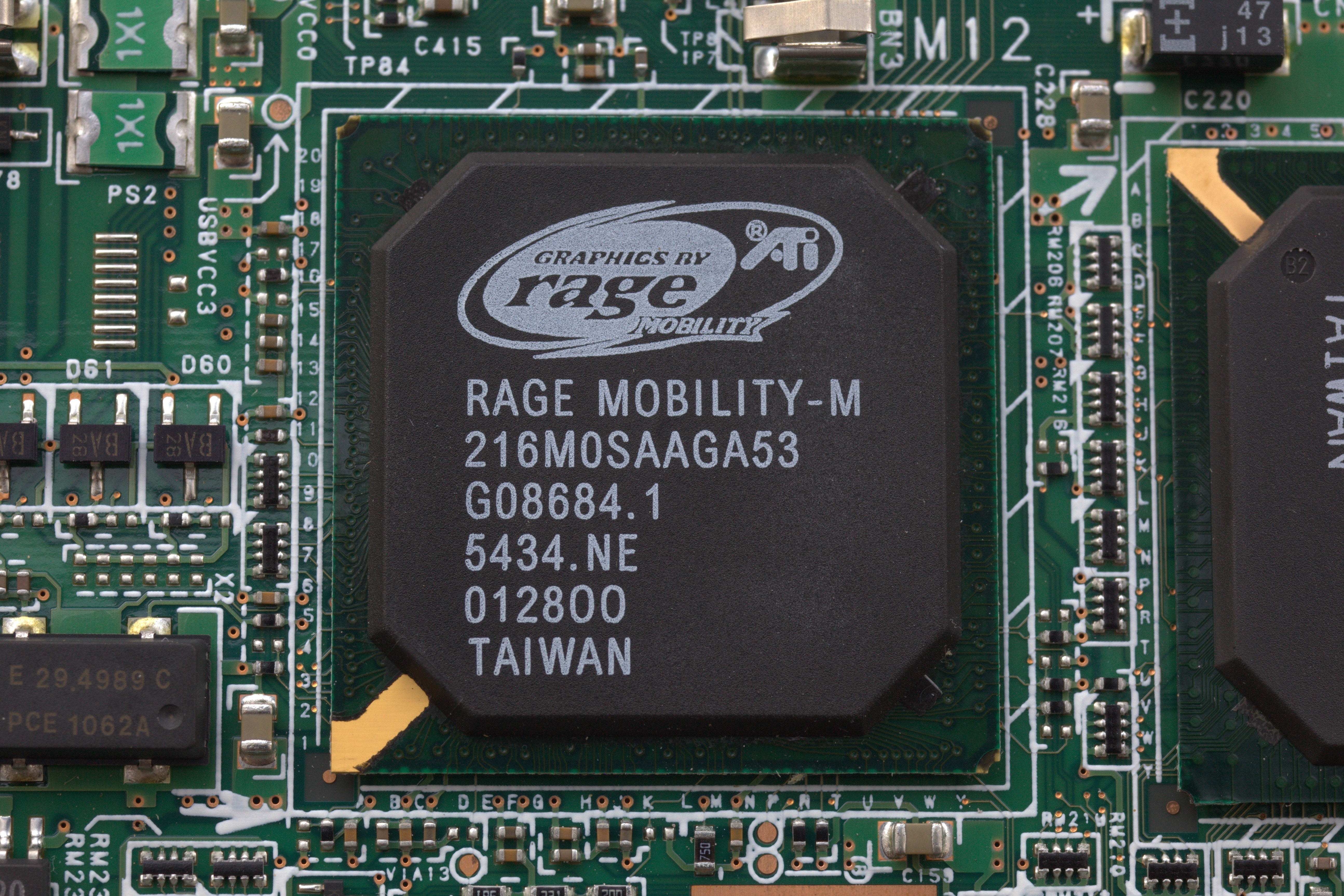
Chip ATi Rage Mobility-M in un laptop Fujitsu Lifebook P series

Quasi tutti i chip Rage furono utilizzati nelle applicazioni mobili, ma ne furono prodotti alcuni dichiaratamente per questi scopi. Avevano l'attributo Mobility nel nome. Tra questi, troviamo:
- RAGE Mobility C, EC, L, M2 (basato sul RAGE Pro, aveva accelerazione video con compensazione del moto)
- RAGE Mobility P, M, M1 (basato sul RAGE 128, aveva compensazione del moto ed IDCT; RAM limitata ad 8 MB per scopi di risparmio energetico)
- RAGE Mobility 128, M3, M4 (su RAGE 128 Pro, con compensazione del moto ed IDCT)